# Walk Away Renée
| Оценки критиков | Оценки критиков |
| Источник        | Оценка          |
| --------------- | --------------- |
| AllMusic        | Без оценки      |

«Walk Away Renée» — песня американской группы The Left Banke. Была издана отдельным синглом в июле 1966 года.
В США песня достигла 5 места в «Горячей сотне» журнала «Билборд».
В 2004 году журнал Rolling Stone поместил песню «Walk Away Renée» в исполнении группы The Left Banke на 220 место своего списка «500 величайших песен всех времён». В списке 2011 года песня находится на 222 месте.
Кроме того, песня «Walk Away Renée» в исполнении группы The Left Banke входит в составленный Залом славы рок-н-ролла список 500 Songs That Shaped Rock and Roll.